# Robert Simonds
Robert Simonds (né en 1964 à Phoenix, en Arizona, États-Unis)) est un producteur de cinéma et de télévision américain. Il est le cofondateur de STX Entertainment.

## Filmographie

### Cinéma
- 1990 : Junior le terrible (Problem Child), de Dennis Dugan
- 1991 : Junior le terrible 2 (Problem Child 2), de Brian Levant
- 1991 : Un cri du cœur (Shout), de Jeffrey Hornaday
- 1994 : Radio Rebels (Airheads), de Michael Lehmann
- 1995 : Billy Madison, de Tamra Davis
- 1996 : Happy Gilmore, de Dennis Dugan
- 1996 : À l'épreuve des balles (Bulletproof), d'Ernest R. Dickerson
- 1997 : Le Nouvel Espion aux pattes de velours (That Darn Cat), de Bob Spiers
- 1997 : Petit Poucet l'espiègle (Leave It to Beaver), d'Andy Cadiff
- 1998 : Les Fumistes (Half Baked), de Tamra Davis
- 1998 : Demain on se marie (The Wedding Singer), de Frank Coraci
- 1998 : Sale boulot, de Bob Saget
- 1998 : Waterboy (The Waterboy), de Frank Coraci
- 1999 : Big Daddy, de Dennis Dugan
- 2000 : Screwed, de Scott Alexander et Larry Karaszewski
- 2000 : Little Nicky, de Steven Brill
- 2001 : Folles de lui (Head Over Heels), de Mark Waters
- 2001 : Spot (See Spot Run), de John Whitesell
- 2001 : Joe La Crasse (Joe Dirt), de Dennie Gordon
- 2001 : Corky Romano, de Rob Pritts
- 2002 : Frank McKlusky, C.I., d'Arlene Sanford (vidéo)
- 2003 : Pour le meilleur et pour le rire (Just Married), de Shawn Levy
- 2003 : Treize à la douzaine (Cheaper by the Dozen), de Shawn Levy
- 2004 : New York Taxi (Taxi), de Tim Story
- 2005 : La Coccinelle revient (Herbie: Fully Loaded), de Angela Robinson
- 2005 : Basket Academy (Rebound), de Steve Carr
- 2005 : Une famille 2 en 1 (Yours, Mine and Ours)
- 2006 : La Panthère rose (The Pink Panther)
- 2006 : Raymond (The Shaggy Dog)
- 2007 : Permis de mariage (License to Wed)
- 2012 : Target, de McG
- 2019 : Queens (Hustlers) de Lorene Scafaria
- 2024 : Mon espion 2 : Mission Italie (My Spy: The Eternal City) de Peter Segal
- 2025 : Happy Gilmore 2 de Kyle Newacheck

### Télévision
- 1993 : Problem Child (série télévisée)
- 1995 : Junior le terrible 3 (Problem Child 3: Junior in Love), de Greg Beeman (TV)